# 喉
喉頭（larynx、voice box）是哺乳類頸部的一個器官，用於保護氣管，或是作為發聲構造。同時也是氣管和食道分開的位置。